# Supermarine Sea Otter
Supermarine Sea Otter là một loại máy bay lưỡng cư của Anh, do hãng Supermarine thiết kế chế tạo. Nó là một phát triển của loại Walrus và là tàu bay hai tầng cánh cuối cùng do Supermarine thiết kế. Nó cũng là tàu bay hai tầng cánh cuối cùng trang bị cho Hải quân và Không quân Hoàng gia Anh.

## Biến thể
Sea Otter Mk I
Phiên bản trinh sát và liên lạc
Sea Otter Mk II
Mẫu cứu nạn Air Sea Rescue.

## Quốc gia sử dụng
Úc
- Hải quân Hoàng gia Australia

 Đan Mạch
- Không quân Hoàng gia Đan Mạch

 Egypt
- Không quân Hoàng gia Ai Cập

 Pháp
- Aeronavale
- Troupes Coloniales

 Hà Lan
- Hải quân Hoàng gia Hà Lan
  - Không quân Hải quân Hà Lan

 Anh Quốc
- Không quân Hoàng gia
- Hải quân Hoàng gia

## Tính năng kỹ chiến thuật (Sea Otter)
Dữ liệu lấy từ Supermarine Aircraft since 1914
Đặc điểm tổng quát
- Kíp lái: 4
- Chiều dài: 39 ft 10¾ in (12,16 m)
- Sải cánh: 46 ft 0 in (14,02 m)
- Chiều cao: 15 ft 1½ in (4,61 m)
- Diện tích cánh: 610 ft² (56,7 m²)
- Trọng lượng rỗng: 6.805 lb (3.093 kg)
- Trọng lượng có tải: 10.000 lb (4.545 kg)
- Động cơ: 1 × Bristol Mercury XXX, 965 hp (720 kW)

 Hiệu suất bay 
- Vận tốc cực đại: 163 mph (142 knot, 262 km/h) trên độ cao 4.500 ft (1.370 m)
- Tầm bay: 690 mi (600 hải lý, 1,111 km)
- Trần bay: 17.000 ft (5.180 m)
- Vận tốc lên cao: 870 ft/phút (4,4 m/s)

Trang bị vũ khí

- Súng: 1 × súng máy Vickers K.303 in (7,7 mm)
- Bom: 4 quả bom 250 lb (110 kg)